# Tanjung Kemala Barat
Tanjung Kemala Barat is een bestuurslaag in het regentschap Ogan Komering Ulu van de provincie Zuid-Sumatra, Indonesië. Tanjung Kemala Barat telt 926 inwoners (volkstelling 2010).